# Rosalind Rajagopal
 (février 2023).
Si vous disposez d'ouvrages ou d'articles de référence ou si vous connaissez des sites web de qualité traitant du thème abordé ici, merci de compléter l'article en donnant les références utiles à sa vérifiabilité et en les liant à la section « Notes et références ».
 (juillet 2023).
Rosalind Edith Rajagopal (née Williams), née le 20 juin 1903 et morte le 24 janvier 1996, est une universitaire américaine.

## Biographie
Elle a cofondé, avec le philosophe indien Jiddu Krishnamurti, le critique italien Guido Ferrando et l'auteur Aldous Huxley, la "Happy Valley School" aussi connue comme Besant Hill School. Elle en a été directrice.
Elle eut une relation longue avec Krishnamurti qui fut une source de scandale quand cela fut publiquement révélé par sa fille Radha Rajagopal Sloss.